# Liste der Kulturdenkmäler in Donsieders
In der Liste der Kulturdenkmäler in Donsieders sind alle Kulturdenkmäler der rheinland-pfälzischen Ortsgemeinde Donsieders aufgeführt. Grundlage ist die Denkmalliste des Landes Rheinland-Pfalz (Stand: 31. August 2023).

## Einzeldenkmäler
| Bezeichnung                  | Lage                                                       | Baujahr | Beschreibung                                                                | Bild                           |
| ---------------------------- | ---------------------------------------------------------- | ------- | --------------------------------------------------------------------------- | ------------------------------ |
| Katholische Kirche Herz-Jesu | Clauser Straße 6 Lage                                      | 1934    | romanisierender Bruchsandsteinsaal, 1934, Architekt Albert Boßlet, Würzburg | weitere Bilder Fotos hochladen |
| Wegekreuz                    | nördlich des Ortes beim Wallfahrtsort Maria Rosenberg Lage | um 1900 | Wegekreuz; Kruzifix, um 1900                                                | weitere Bilder Fotos hochladen |